# Davenham
Davenham is een civil parish in het bestuurlijke gebied Cheshire West and Chester, in het Engelse graafschap Cheshire met 2745 inwoners.

## Geboren
- Paula Radcliffe (1973), langeafstandsloopster + wereldkampioene